# Biblioteca civica di Stoccarda
La biblioteca civica di Stoccarda è gestita dal locale dipartimento della cultura, ha la propria sede principale nella biblioteca comunale di Mailänder Platz ed amministra l'insieme delle biblioteche pubbliche della città, che sono:
- 17 biblioteche di quartiere
- 4 biblioteche negli ospedali
- 2 bibliobus
- la biblioteca del Municipio

## Sezioni
La sede centrale offre le seguenti sezioni:
- Bambini e Ragazzi
- Musica
- Arte
- Online Animation Library, archivio dei film di animazione del Trickfilmfestival di Stoccarda[2]

La biblioteca civica comprende anche sezioni relative a:
- Information Literacy
- Terza età
- Diritto amministrativo
- Letteratura locale

## Storia
Dopo che la costituenda associazione di biblioteche civiche di Stoccarda Volksbibliothek Stuttgart tra il 9 giugno ed il 21 agosto 1901 ebbe uno statuto proprio, la "biblioteca popolare" poté insediarsi nel luogo in cui sorge l'attuale Wilhelmspalais, la residenza dell'ultimo re di Württemberg Guglielmo II, costruita tra il 1834 ed il 1840 da Giovanni Salucci, che sarebbe stata distrutta durante la seconda guerra mondiale e ricostruita in stile moderno fra il 1961 ed il 1965.

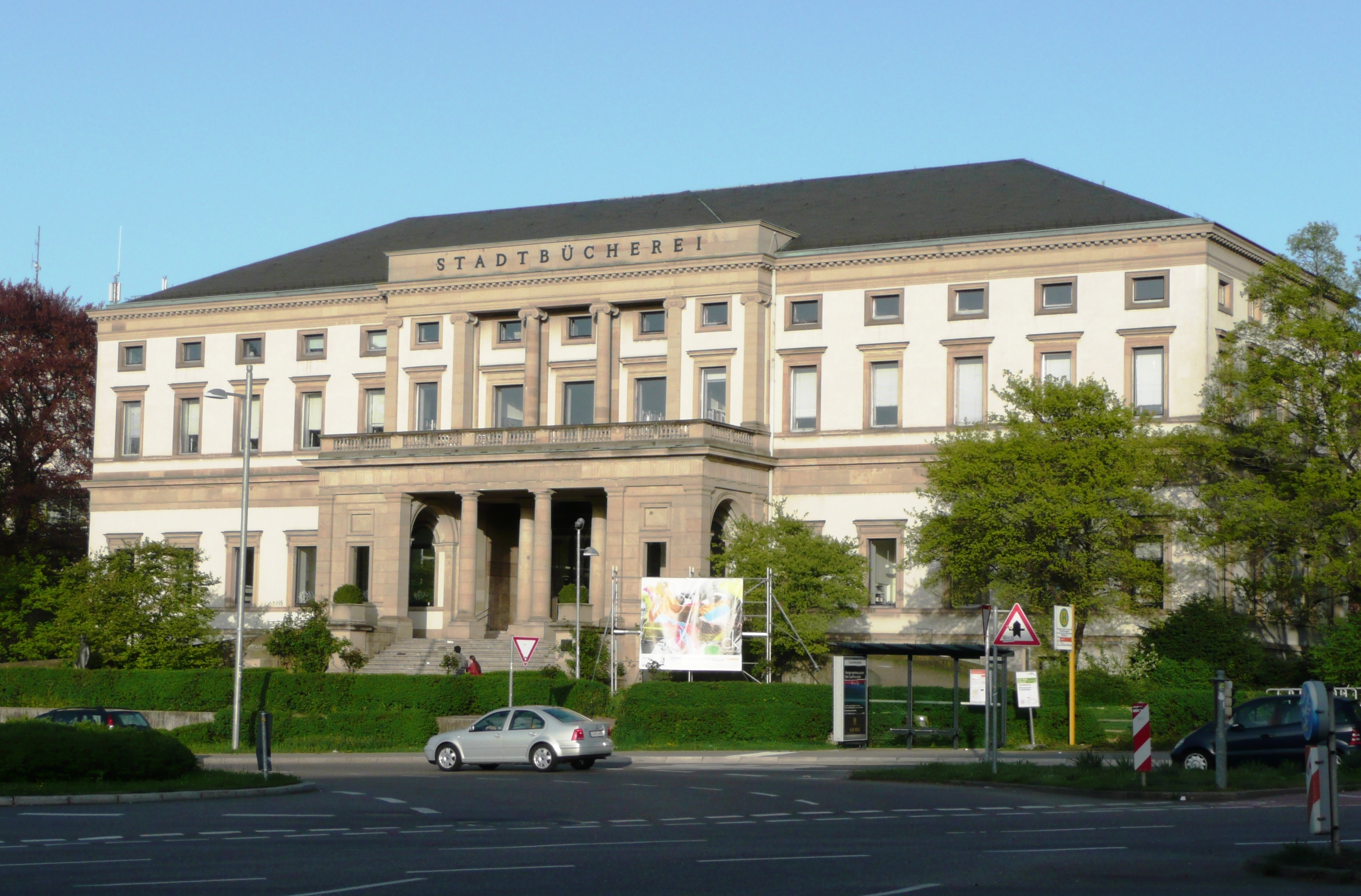
Wilhelmspalais, sede della biblioteca principale fino al 2011

Ad una fase di rapidissimo sviluppo della biblioteca grazie a sostenitori dotati di notevoli mezzi finanziari, dopo la prima guerra mondiale seguì una fase critica, tanto che dal 1922 al 1927 venne perfino chiusa la sala di lettura.
Nel 1965 la sede centrale dell'associazione delle biblioteche civiche di Stoccarda si insediò nel Wilhelmspalais ricostruito.
Nel 1997 il comune di Stoccarda stabilì un programma di sviluppo per una nuova biblioteca centrale. Alla fine del 1997 il consiglio comunale decise la costruzione dell'edificio allora denominato Bibliothek 21, che secondo il progetto elaborato nel 1998 avrebbe dovuto essere ultimato nel 2002. Più tardi, nel corso del 1998, venne emanata un'ordinanza per l'edificazione della biblioteca. Il comune di Stoccarda e la società immobiliare delle ferrovie tedesche bandirono un concorso libero tra architetti, cui parteciparono 235 studi di architettura. Una giuria composta da 36 membri valutò i progetti, dei quali vinse quello dell'architetto sudcoreano Eun Young Yi, seguito dai progetti dell'architetto Peter Böhm di Colonia e dello studio Engel di Francoforte.
Alcune incertezze ritardarono l'inizio dei lavori. Nel 2003 venne intrapresa una meticolosa analisi del progetto, un anno più tardi cominciò la fase di progettazione vera e propria, con stima dei costi, in base al HOAI, le cui fasi successive vennero percorse tra il 2005 e il 2006, finché nel 2007 venne ottenuta la concessione edilizia. Dopo che il consiglio comunale di Stoccarda nel 2008 ebbe emanato il decreto per la costruzione, il 5 giugno 2009 per il progetto denominato Bibliothek 21 venne posata la prima pietra, all'interno della quale fu inserito il primo libro della nuova biblioteca. Si trattava di un'opera curata da circa 600 persone e da studenti dell'Istituto superiore di studi dei mezzi di comunicazione (Hochschule der Medien).
Nel corso del 2009 vennero affrontati vari problemi tecnici e finanziari che causarono alcune modifiche al progetto iniziale; del resto la previsione del biennio finanziario 2010-2011] fu marcata dalle ristrettezze economiche imposte dal consiglio comunale, che avrebbero portato nel 2011 alla chiusura della mediateca, mentre la biblioteca del Municipio corse il rischio di condividere la medesima sorte e la proposta di dimezzare il numero dei bibliobus venne respinta dalle proteste dei cittadini. In compenso, nel 2010 venne pianificata l'inaugurazione del nuovo edificio per il 24 ottobre 2011 senza ulteriori costi aggiuntivi, che rasentarono in totale gli 80 milioni di euro, dei quali 4 per gli arredamenti e le attrezzature.
Dopo alcune altre vicissitudini, in particolare il rifacimento della tinteggiatura, che era stata considerata troppo scura e non uniforme, il 29 agosto 2011 iniziò il trasloco dal Wilhelmspalais ed il 24 ottobre dello stesso anno venne inaugurata la nuova biblioteca. Nei primi mesi di attività emersero numerosi difetti nella costruzione, in particolare riguardanti le porte, gli ascensori e l'impianto antincendio. Ciononostante la risposta dell'utenza al nuovo edificio fu positiva, come dimostrano le statistiche: nel corso del primo anno di apertura il numero di nuovi iscritti aumentò del 50% e quello dei prestiti aumentò del 33%.
Con l'occasione del trasloco dal Wilhelmspalais al nuovo edificio in Mailänder Platz, a causa della complessa gamma di incarichi e funzioni, la biblioteca centrale cambiò la denominazione da Stadtbücherei Stuttgart a Stadtbibliothek Stuttgart, ossia da biblioteca civica di quartiere a biblioteca comunale di Stoccarda. Nel 2013 la biblioteca ricevette il riconoscimento di Biblioteca dell'anno 2013, premio conferito a partire dal 2000 dall'Associazione delle biblioteche tedesche e dalla fondazione Zeit-Stiftung Ebelin und Gerd Bucerius, nonché unico premio nazionale previsto per le biblioteche in Germania. Il premio, accompagnato dalla somma di 30.000 euro, fu conferito dalla giuria in particolare per l'attenzione posta dalla biblioteca alle persone immigrate, ma anche per l'arredamento.

## Edificio
Ha la forma di un parallelepipedo a base quadrata con lati di 44 metri ed altezza di 40 metri; la superficie è pari a 20.200 m2. Il rivestimento esterno della facciata è costituito da blocchi in vetro cemento sovrapposti ad un rivestimento interno di vetro. L'edificio è composto da nove piani in superficie e due sotterranei, lungo i quali sono disponibili 500.000 unità multimediali. Nelle intercapedini della facciata e sul tetto di vetro sono sistemati listelli mobili che hanno funzione di alette parasole e che, sul tetto, servono anche per l'impianto fotovoltaico.

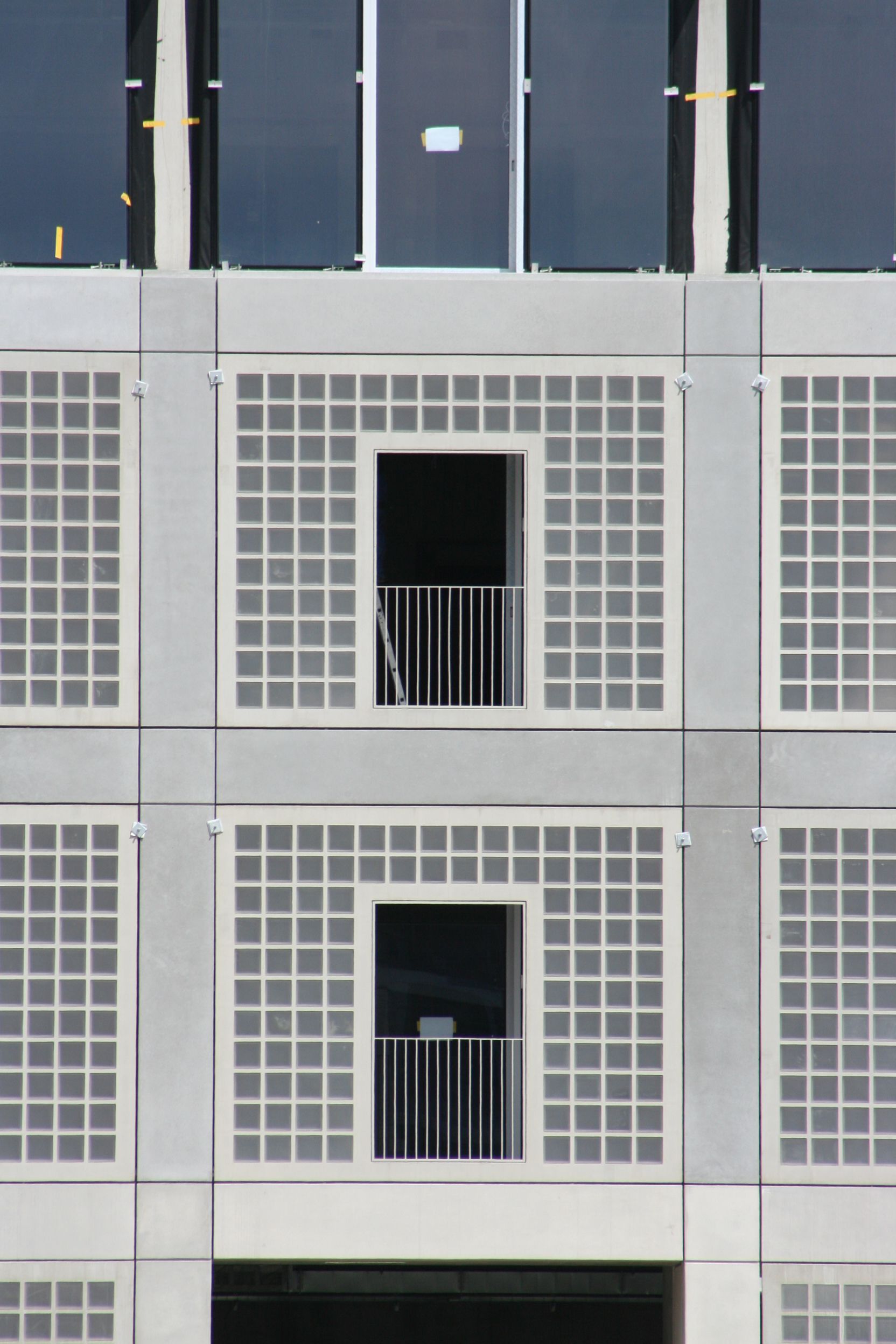
Biblioteca civica di Stoccarda, dettaglio della facciata

Su tutti e quattro i lati dell'edificio, nella parte in alto a sinistra, è scritta la parola "biblioteca" in diverse lingue. L'ingresso è invece sovrastato dalla scritta Stadtbibliothek.
Al centro dell'edificio è posto il cosiddetto Cuore (Herz) della biblioteca: uno spazio all'altezza del quarto piano alla metà della costruzione, in cui si trova una sala espositiva a forma di imbuto delimitata da una tettoia in vetro. La sala serve contemporaneamente per la lettura e come fonte di luce per il Cuore.
Al pianterreno si trova una Open End Area nella quale è possibile prendere in prestito e restituire libri ventiquattr'ore su ventiquattro. Il seminterrato ospita una sala per le manifestazioni che può contenere fino a 300 persone, mentre nel sottotetto si trova un caffè letterario.
In generale l'edificio ricevette pareri non troppo favorevoli dai critici, che lo definirono Plattenbau ed accostarono polemicamente alla prigione Stammheim di Stoccarda. L'architetto Eun Young Yi difese la propria creazione rivendicando come la stabilità e la semplicità oggigiorno siano a torto considerate negativamente da persone abituate alla varietà irregolare delle forme. Non tutti i pareri, tuttavia, furono sfavorevoli: Adrienne Braun, ad esempio, lodò il contrasto tra la severità accademica degli esterni con il raccoglimento che si crea all'interno del Cuore della biblioteca grazie alla sua forma di cattedrale, e pose l'accento sia sulla scelta dei materiali essenziali che sull'ordinata pulizia degli spazi dominati dal vuoto: «Nemmeno una sedia, niente disturba questa (...) totale assenza di finalità, (...) tutto è immerso nel grigio tenue, soltanto le coste dei libri creano note di colore».
Per l'edificio con spazi aperti ed eccezionale esposizione luminosa fu elaborato uno specifico progetto energetico e tecnologico. Oltre all'energia solare, le facciate, il riscaldamento a pavimento ed il calore terrestre vengono utilizzati come sorgente termica. Vengono anche utilizzati i singoli componenti prefabbricati dell'edificio come accumulatori termici per l'isolamento termico durante l'estate.
La biblioteca si trova nella cosiddetta Area A1 di Stoccarda 21 nella zona dell'antico scalo merci, raggiungibile dalla Stadtbahn di Stoccarda.